# 西海抗日烈士陵园
西海抗日烈士陵园，位于中国广东省佛山市顺德区北滘镇，建于1980年，占地33000平方米。1991年5月1日，列入顺德市文物保护单位；2006年10月，列入佛山市文物保护单位。西海抗日烈士陵园内设顺德革命文物陈列馆，正面小丘上有建于1951年的西海抗日战争烈士纪念碑和抗战烈士坟墓。